# Topola (powiat kazimierski)
Topola – wieś w Polsce, położona w województwie świętokrzyskim, w powiecie kazimierskim, w gminie Skalbmierz. Leży przy drodze wojewódzkiej nr .
Do 1954 siedziba gminy Topola. W latach 1975–1998 miejscowość należała administracyjnie do województwa kieleckiego.

## Integralne części wsi
| SIMC    | Nazwa        | Rodzaj    |
| ------- | ------------ | --------- |
| 0268228 | Błonie       | część wsi |
| 1016782 | Dziady       | część wsi |
| 1016799 | Granica      | część wsi |
| 1016842 | Nidziec      | część wsi |
| 0268234 | Nowa Górka   | część wsi |
| 0268240 | Pagórek      | część wsi |
| 0268257 | Piaski       | część wsi |
| 0268263 | Studzienki   | część wsi |
| 0268270 | Wikle        | część wsi |
| 0268286 | Wroni Koniec | część wsi |

## Historia
Topola – w wieku XIX wieś i folwark nad rzeką Nidzicą (z lew. brzegu.), na wprost ujścia Stradówki, powiat pińczowski, gmina Topola, parafia Skalbmierz, odległy 24 w. od Pińczowa, na lewo od szosy ze Skalbmierza do Proszowic, posiada szkołę początkową.

### Wiek XV kalendarium własności i powinności
W połowie XV wieku, wieś Topola, w części własność Mikołaja Reja ze Szumska herbu Oksza miała dwór, folwark, 10 łanów kmiecych, 2 karczmy, 7 zagrodników z rolą. Z folwarku i 1 łanu płacą dziesięcinę w Skrzydlnej, z ról kmiecych, karczmarskich i zagrodników prebendzie krakowskiej, zwanej topolską (Długosz, L. B, I, 144, 530, 535).
Mikołaj Rej syn Jana, sędziego Sandomierskiego, pisze się na Nagłowicach i Topoli. Umiera przed r. 1497. Drugi z synów jego Stanisław (ojciec Mikołaja, poety) przenosi się na Ruś i osiedla w Żurawnie, posiadając jednocześnie w krakowskim Topolę.
Syn jego zapisuje się do akademii krakowskiej w r. 1518 jako: „Nicolaus Stanislai Rey de Topola”.
W dokumentach z r. 1532 Mikołaj pisze się z Topoli. Według registru poborowego powiatu krakowskiego w r. 1490 wieś Topola miała 10 1/3 łana.
W r. 1581 właścicielką była pani Zawichojska płaciła tu od 11 łanów kmiecych 12 zagrodników z rolą, 1 zagrodnika bez roli, 4 komorników z bydłem, 13 komorników bez bydła i 1 rzemieślnika na 1/4 roli (Pawiński, Małop., 18, 441).

### Kleszczyńska Karczma
W wieku XVI w roku 1513 była w Topoli Kleszczyńska Karczma (taberna dicta Kleszczynska).
Karczma była własnością szlachecką z podziału dóbr między braćmi Stanisławem i Piotrem Rejami. Młodszemu Piotrowi przypada między innymi karczma zwana Kleszczyńską i dwa ogrody przy niej w Dolnej Topoli (Topola Inferior).
W Topoli funkcjonowały w średniowieczu 2 karczmy, poświadczone w latach 1470–1480 i 1496-7 (Długosz L.B. t.I s.144). Bez wątpienia karczma Kleszczyńska jest identyczna z jedną z nich.

### Wiek XIX
W 1827 r. 120 domów, 727 mieszkańców W r. 1885 folwark Topola rozległość mórg 1079 w tym gruntów ornych i ogrodów mórg 774, lasów mórg 159, pastwisk mórg 108, nieużytków mórg 37; budynków murowanych 12, drewnianych 12 płodozmian 10 i 13-polowy.
Wieś Topola natomiast liczyła osad 136, mórg 395. Gleba żyzna pozwala na uprawę cebuli i czosnku przez włościan na wywóz. „Stanislaus de Topola” występuje w akcie uposażenia kościoła w Dobry w r. 1361 (Kod. dypl. pol., III, 272).
W czasie okupacji niemieckiej, w odwecie za atak na pociąg dokonany 26 stycznia 1944 przez partyzantów Batalionów Chłopskich i Armii Krajowej reżim III Rzeszy schwytał i rozstrzelał za wsią 20 mieszkańców Topoli. Po zakończeniu wojny ofiarom egzekucji wzniesiono pomnik.

## Zabytki
- drewniany kościół pw. Wniebowzięcia NMP; wzniesiony w latach 1839–1840 we wsi Kazimierza Mała; przeniesiony do Topoli w latach 1973–1974, wraz z dzwonnicą z XIX w. wpisany do rejestru zabytków nieruchomych (nr rej.: A/208/1-2 z 15.02.1967)[10],
- park z XIX w. (nr rej.: A.209 z 30.09.1959)[10].